# شهرستان مونتگومری (تنسی)
شهرستان مونتگومری، تنسی (به انگلیسی: Montgomery County, Tennessee) یک سکونتگاه مسکونی در ایالات متحده آمریکا است که در تنسی واقع شده‌است.

## خصوصیات
شهرستان مونتگومری ۱٬۴۰۸٫۹۶ کیلومترمربع مساحت دارد.